# ディフェンドー 闇の仕事人
『ディフェンドー　闇の仕事人』（ - やみのしごとにん、Defendor）は、2009年製作、カナダのアクション・コメディ映画。日本では公開されず、ビデオスルーとして2010年7月14日にDVDが発売された

## ストーリー
冴えない男アーサーは、昼間は工事現場で働くが夜はディフェンドーのコスチュームに身を包み、今日も街で悪と戦う。

## キャスト
役名：俳優
- アーサー・ポピントン／ディフェンドー：ウディ・ハレルソン
- カトリーナ・“キャット”・デブロフィコウィッチ：カット・デニングス
- エレン・パーク：サンドラ・オー
- チャック・ドゥーニー：イライアス・コティーズ
- ポール・カーター：マイケル・ケリー
- ドミニク・ボール：リサ・レイ
- ジャック・カーター：ダコタ・ゴヨ